# 家族ゲーム (漫画)
『家族ゲーム』（かぞくゲーム）は鈴城芹による漫画作品。ゲーム雑誌『電撃PlayStation』付録である「電撃4コマ」でVol.1（2004年6月25日号付録）よりVol.194(2014年6月12日号付録)まで連載された。
連載当初は電撃4コマ自体が月一回の付録であったため毎号掲載されていたが、やがて毎号付録となると1号おきの月一回の掲載に落ち着いた。なお、本作は電撃4コマに掲載された漫画の中で最長連載である。
2010年4月21日にドラマCDが発売されている。

## 内容
ゲーム好きの一家である遊佐家の人々を中心に恋愛や受験・進学などを描いていく4コマストーリー漫画。
劇中の時間は現実と同じ時間で進行しており、登場人物も成長していく。進学による環境変化や新入生等で新キャラクターが登場する一方で退場する人物がほとんどいない（出番が減る人物はいる）ため、連載の長期化によって登場人物がどんどん増える傾向にある。
当初は「遊佐一家中心のゲームネタ漫画」に他ならなかったが、話が進むにつれ由寿・尚武・陽良子のエピソードのように一家が関わらない部分も増え、ゲーム関係の比重が若干少なくなり少年少女達の群像劇にシフトしていき、家族が一緒にゲームをするという場面は連載中期から後期にかけて登場した占野一家がほぼ引き継ぐようになった。

## 登場人物
声優はドラマCDのもの。

### 遊佐家の人々
遊佐真言（ゆさ まこと）
声 - 早見沙織
遊佐家の長女。典型的なやりこみゲーマーで主にSRPGやSLGを中心にプレイする。
初登場時：中学1年→2014年4月現在：専業主婦。
ゲームをやりこもうとするあまりしばしば徹夜プレイをするが、その後壊れた言動をしてしまうことが多々ある（「週の半分はこんな感じ」らしい）。中学2年までは葵と同じ部屋だったが、受験を期に征爾とゆきえのゲーム保管部屋を潰してそちらを自室とすることになった。
後に母の影響でネットゲーム（MMORPG）にも手を出すようになり、偶然知り合った由寿や陽良子のキャラと共にパーティーを組んでプレイしている。
発育はあまり良くなく、葵よりも胸がないことを気にしている（作者によれば、頻繁に徹夜をするため成長ホルモンの分泌が不足しているのが原因）。
父や祖父からの教育の影響で恋愛に全く興味がないために、西浦に想いを寄せられているものの全く気が付いておらず、また自身が西浦を意識していることも気付いていなかった。西浦のアプローチをことごとくスルーした上、西浦のメンツのためにと思って「肩書きだけの恋人」を志願するなど、数々の言動で数年にわたって西浦を（あくまでも天然で、または善意で）翻弄し続けてしまっていた。
そんな中、2009年のバレンタインに西浦に告白され、その時は告白の返事をしなかったが、数ヵ月後に自身が西浦に対して恋愛感情を抱いていることを自覚する。
自覚した後も自分からすぐには告白せず、西浦には大学合格時にご褒美が欲しいとだけ告げる。そして合格発表当日、無事合格した真言が西浦に要求したご褒美として、西浦から自身に対してのプロポーズを要求。
結婚を前提とした交際を開始してからは、西浦から部屋の合鍵を貰い、早朝彼の部屋へ行って朝食を作ったりしていた。
成人後はお酒を嗜むようになったが、酔うと言動が徹夜後と同じく壊れることが明らかになった。
2013年の春より、西浦が遊佐家に引っ越してきたことで結婚準備段階となっていたが、6月に良明と晴れて入籍を果たした。
大学卒業後に関しては、漠然と母と同じライターの道を考えていたものの、あえなく撃沈。母のすすめにより専業主婦となる。
本編中はその性格と嗜好からちゃんと母親になれるか心配されていたが、後に無事一児の母になったらしく、『CLUB ゲーム倶楽部』の単行本おまけ4コマで赤ん坊を連れている姿が確認できる。
遊佐良明（ゆさ よしあき）
声 - 寺島拓篤
旧姓：西浦。尚武の同学年で征爾の教え子、生粋のギャルゲーマー。真言の夫。
初登場時（2004年夏）：曽新大学1年　2013年4月現在：曽新大学准教授。
現実の女性に対してはほとんど興味を持たなかったが、大学1年の夏休みに偶然真言と出会い一目ぼれ。想いを抱え込んでいたが、真言が高校受験を控えた際に「安上がりで女性に興味がないから」という理由で征爾から真言の家庭教師を依頼される。真言を合格に導いた後もたまに会ったり話をしたりといったか細い縁がつながり、想いを暖め続けることとなる。
家庭教師としての能力は真言からは好評だが、初期にとっていた態度のせいで「西浦は三次元にまったく興味がない」という認識が真言の中に焼きついてしまい、肝心の想いの方はあまり伝わっていなかった。数年にわたり真言の言動に翻弄され続けていたが、初対面の4年半後のバレンタインにおいてついに告白。しかし、そのときに真言がとった態度（「ごめんなさい」とだけ言って逃げるように立ち去る）のせいで完全にフラれたと認識してしまい（真言としては「気付かなくてゴメンなさい」の意味）、その後も真言の親しげな態度を恋愛とは無関係のもの（いわゆる「そんなつもりじゃなかったんです、お友達でいましょう」といったもの）と考えてしまっていた。
しかし真言から大学合格祝いに要求されたご褒美が「自身へのプロポーズ」であると言われてようやく誤解が解け、改めて真言に自らの想いを伝えた。
その後は真言に自分の部屋の合鍵を渡す仲にまで発展。征爾には「結婚は当分許さない」と言われていたものの、彼氏としては認められており、ゆきえには婿見習いとして応援されていた。
葵が悟と同居するのと入れ替わりで西浦も遊佐家に引越し、6月に真言と入籍し夫婦となる(葵・悟と同時)。征爾と同じく入婿。
名前の由来は某掲示板におけるデフォルトネームから。また、旧姓の西浦はその某掲示板から取っている。
遊佐ゆきえ（ゆさ ゆきえ）
声 - 雪野五月
遊佐家の主婦であり、遊佐家のヒエラルキーの頂点に立つ存在。
初登場時31歳。
家事の傍らゲーム雑誌のコラムニスト「ささめゆきえ」として活動する兼業主婦。
MMORPGをメインにプレイしており、現在は義父、義母や近所の人々とパーティーを組んで活動することが多い。パーティーでの挨拶は「今日の下着の色」であり、ゆきえ本人のストックが切れてしまうため、時々娘たちの下着の色を（場合によっては実力行使で）使うことがある。
夫である征爾とは中学時代の家庭教師として出会い、恋愛の末に18歳で結婚。現在も娘達からは「熟年バカップル」と呼ばれるほど。征爾が女性からちやほやされるとむくれ、対抗しようとする一面があるほか、実の娘たちに対して夫婦愛の深さで勝負を仕掛けるほど。
性格はMMORPGのパーティーメンバーによると「ナチュラルに外道」。娘達の成長に伴って出費が増えると夫の小遣いや食費を削りまくる反面、自分のゲーム代は削らない。
また、取材用として最新ハードを家族用と別に所持しており、初期型PS3にいたっては2台以上を箱入りで持っている。
遊佐家で一番のスタイルを誇り、アラフォーになってもその体型を維持している。かつてTGSにティファのコスプレで乗り込み、その場にいたコンパニオンの女性(後の占野百利恵)を圧倒したらしい。
遊佐征爾（ゆさ せいじ）
声 - 桐本琢也
遊佐家の大黒柱で曽新大学教授（専門分野：総合情報学）。
初登場時43歳（ゆきえより12歳年上）。
美少女ゲーム等いわゆるギャルゲーをメインにプレイしており、自室に置ききれないゲームや関連商品はゆきえの積みゲーとともに別の部屋に保管している（以前の保管部屋は真言の部屋にされたため、現在は別の場所に保管しているらしい）。昔はまともなゲーマーだったようで、高校の文化祭で出展されていたパソコン部自作ゲームを10分そこらですべてクリアしている。
妻のゆきえにより小遣いや食費を削られまくっているため、ゲームを買うために通勤は自宅から徒歩（片道1時間20分）、昼飯は缶コーラ一本分（150円）だけ（12話から愛妻弁当+150円、15話からは弁当のみ）という生活を余儀なくされているが、妻や娘への愛情は深い。
なお、徒歩通勤と半赤貧生活の成果によって中年とは思えないほどの体脂肪率（6%）を誇っている。そのおかげか、学祭におけるコスプレでも非常に受けが良い。
真言と葵の恋愛・結婚については、真言は当時ゆきえが忙しかったために自分が子育て担当していたせいもあり、溺愛して育てた(お父さんのお嫁さんエンディングを目指すほど)ことと、無害と思われた西浦が真言と結ばれたことから複雑な思いを抱いていたが、最終的には二人の仲を認めることとなった。一方、葵はゆきえが主に育てていたこと、悟とはお隣さん同士であり家族ぐるみで見知った仲であったことから、特に抵抗なく二人を受け入れている。

### 伊佐坂家の人々
伊佐坂葵（いささか あおい）
声 - 斎藤千和
旧姓：遊佐。遊佐家の次女。アクションゲーム専門のゲーマーで特に格闘ゲームを好んでプレイする。
初登場時：小学4年→2013年4月現在：曽新大学1年。
「プレイしていると無意識に技を繰り出してしまう」という体質の持ち主。その威力は小学生の時点で大の大人である征爾や西浦を蹴り一発で吹き飛ばし、母ゆきえの手を骨折させてしまうほど。このため自室のベッドには自爆防止用にキックミトンが巻かれている。現実での技の応酬も含めて、現在互角に対戦できる相手は悟のみである。
悟とは同じ格闘ゲームの愛好家で同じ体質の持ち主ということで意気投合。毎日のように対戦をしているうちにお互いに好意を持ち小学6年の時に告白、現在は本人曰く「好敵手（とも）」として付き合っているとのこと（これでも以前の「強敵」からランクアップしてはいる）。
その後は紫杏の出現によって気を揉む時期があったものの、悟は紫杏を意識していないと知ってわだかまりは解け、何とか紫杏とも友人関係を築けた（悟とのことは相談し辛い、とわずかに思ってはいるが）。
悟との関係自体は揺るぎないが、悟のロリコン疑惑払拭のためキスやハグといった振る舞いにお互い抑制をかけている状態が続き、そのことに多少の不満を持っていた。
曽新大進学を機に伊佐坂家に引っ越し、悟が就職の内定を得たため入籍した。
入籍後も悟との関係はあまり変わっておらず、自分が積極的になるべきか思い悩んでもいる。
名前の通り、髪の色は青である。
伊佐坂悟（いささか さとる）
声 - 代永翼
遊佐家の隣に住む、真言の同級生。葵の夫。
初登場時（2004年）：中学1年　2013年4月現在：曽新大学4年。
格闘ゲームメインだが、友人達の話に合わせるためにRPGにも手を出していた。ただしRPGはいわゆる『チートツール』を使ったプレイだったため、真言達の怒りを買い、制裁として葵と対戦させたことが二人が知り合うきっかけとなった。
葵同様、『格闘ゲームをしていると身体が技を出してしまう』という特殊体質の持ち主（ただし葵との対戦時には怪我をさせないよう手加減している）。
当初、葵とはあくまで『ゲーム好きの同志』であったが、時間が経つにつれお互いを意識し始めるようになる。しかし葵を意識し始めた時点では、自分が3歳年下の小学生に惹かれている事実を嫌悪しがちであった。葵が妊娠したと勘違いした母親に対しても、自分と葵がそのような事に及ぶ可能性は絶対に無い、と明言している。
そのような母親の行き過ぎた勘違いに翻弄されながらも、最終的に中学3年の秋に自ら告白、2、3引っかかる部分は残ったものの、実質的に交際する運びとなった（以前から二人の仲は双方の家で公認となっている）。
3歳年下の女性と付き合っているという事実から、主に朱音からロリコン疑惑を持たれている（これは自分はロリコンの可能性がある、という悟の自己申告により発生した疑惑である）。この疑惑を解消する為、葵と正式に交際するのは葵が大学生になってからと己に課していた。そのことが葵には少々不満なようである。
ただし、何かの拍子に理性が崩壊しかけることも多々あり、そのたびに強烈な仕返しを喰らっている。
作者によると格闘ゲームの実力は国内有数レベルだが、コンシューマーゲーム機の操作に特化してしまっているため実力を出せる機会は無いとのこと。実際にアーケードFTGの地方大会でいい成績を残している逸成をあっさり倒していた（葵も同様）。なお逸成は後に悟の先輩となり、このことから邪険に扱われたり、学校祭のデモンストレーターとして抜擢されたりしている。
名前の由来は、お隣さんといえば伊佐坂先生、というサザエさんネタ。作者はもう少し真面目に考えればよかったと多少後悔している様子。
2013年春から葵と同居を開始していたが、就職活動に区切りがついたため西浦と相談のうえ入籍を発表し、公私ともに葵と夫婦になった。
伊佐坂千里（いささか ちり）
声 - 松来未祐
悟の母。非ゲーマー。助産婦をしている兼業主婦。
天然ボケで、ワイドショーや女性誌の記事を鵜呑みにするため、葵が悟の家に遊びに行っていた当初は、まだゲーム友達であった悟と葵の関係を恋人同士と誤解していた。
誤解が解けた後も、二人の関係が気になるためか、時折悟の部屋のドア、天井裏から覗き見する姿が目撃される。伊佐坂家改築後は、忍者屋敷のごとく床から登場するなど神出鬼没ぶりに磨きがかかっている。
なお、千里のこの行為は「二人に間違いが起こることを祈って」であり、葵が伊佐坂家と同居を開始してからはやらないとのこと。
なお、夫の名は隼人である。2人合わせて「早とちり」。

### 温水家の人々
温水由寿（ぬくみず ゆず）
声 - 藤田麻美
母子家庭で、兄である尚武を父親代わりとして育った少女だが尚武には恋愛感情を抱いていた。得意なゲームはシューティング（STG）。
初登場時（2004年夏）：中学1年　2014年4月現在：ソムリエ見習い。
性格は割りと気風が良く、真言たちはもちろん悟たち男子とも気軽な友達付き合いができている（特に悟とは「マイナー化しつつあるジャンル好き」ということで通じ合うことが多い）。一方、尚武との関係においてはこの限りではなく、弱さをさらけ出すこともある。
ゲーム関係ではオンラインMMORPGにも手を出しており、最初の頃はゆきえやその義母（征爾の母親）のキャラ達と一緒に行動することがよくあったが、最近は真言や陽良子のキャラとよく行動を共にしている。ただし中学卒業直前まで由寿と陽良子はお互いが一緒にプレイしているということは知らなかった。
中学時代は尚武にキスをし、さらに添い寝するなど言動がエスカレートする一方であったが、高校進学前後に何とか割り切ってキス以上の行動にでることを思いとどまるようになる。その後尚武と陽良子の交際が進展していくにつれ、徐々に現実を目の当たりにしていくことになった。
家庭教師となった陽良子のことは当初一方的に敵視していたが、上記のMMOにおいて互いの素性を知らない状態で腹を割った話をしていたこともあり、二人が結婚するまでは恋敵兼友人というところに落ち着いている。
二人の結婚を機に兄への思いは振り切ったが、テレビ電話で陽良子の父と会話してからは、嗜好がパパキャラ好きになってしまった。
2010年6月から、ソムリエの資格取得（アルコールを扱う店舗に5年以上勤務が条件）のため、母が勤める店にアルバイトとして勤務中。
最近のコンシューマーゲームでは硬派なSTGが発売されないため、アーケードのダライアスバースト アナザークロニクルの筐体を購入し、自室に設置してしまった。
現在は占野将敬と、数少ないSTG好き同士で意気投合し、交際を行っている。しかし、彼が舞依に見せる兄としての姿に惹かれる一方で、年上である自分に対しては兄として振舞ってもらえないというジレンマにより今一つ踏み込めないでいる。
名前の由来は風呂／温泉と柚子湯から。
温水尚武（ぬくみず なおたけ）
声 - 波多野和俊
由寿の兄で大学の元ゲームサークルメンバー、主にギャルゲーでも「妹」キャラの攻略を好む。小さい頃はSTGゲーマー。
初登場時（2004年夏）：曽新大学1年　2013年4月現在：社会人（スーパーの社員）。
友人付き合いなどにおいては心の広さと優しさを持ち、たいていの人から高評価を受けるかなりの好青年ではあるが、自分に対して向けられる好意にはかなり鈍感で、さらに彼女いない歴22年（22歳当時）という女性関係の乏しさと、泣き所もかなり多い。
父親を亡くしてからは主に由寿の父親代わりとなっているが、中学時代の由寿の自分への恋愛感情に対して戸惑っていた。その後は由寿の感情を理解した上で恋愛対象としては見られないとはっきりさせ、なんとか折り合いをつけることができた。
就職活動においては内定が全く得られず苦悩の日々を送った末、バイト先のスーパーにそのまま就職することになった。
陽良子とは何度も食事をおごるなど親しい関係ではあったが、上記の鈍感さのせいで陽良子の思いを理解できなかったばかりか、「なんとも思っていないのに思わせぶりな態度をとっている」と勘違いして思わせぶりな態度をとり返すなど、長く失敗を重ねてしまった。そして初対面の約3年後、ホワイトデーのお返しのディナーの席で（なかば成り行きで）逆告白。正式に付き合うことになったものの、今度は女性関係の乏しさのせいで全く距離を詰められずにいたが、初キスを境に陽良子の事情もあってハイペースで状況が進んでいくことになる。
2009年8月に陽良子と結婚。
名前の由来は風呂／温泉と菖蒲湯から。
温水陽良子（ぬくみず ひよこ）
声 - 田村ゆかり
旧姓：今川（いまがわ）。通称「ぴよちゃん」。青森県出身。大学の元ゲームサークルメンバー。RPG、SLG、MMOなどが好み。
初登場時（2005年春）：曽新大学1年（西浦・尚武の1年後輩）　2013年4月現在：兼業主婦。
母親が幼い頃に育児放棄し離婚、以後父親に育てられた為に父親に対して異性としての愛情を持っていた。陽良子が大学合格直後に父親が別の女性と結婚してしまい、しばらくの間陽良子の心に傷を残した（後に20歳年下の弟も誕生する）。
普段は標準語だが、興奮したり、空腹で頭が回らなくなると津軽弁になってしまう。
オンラインゲームで知り合った真言や由寿とは当初面識はなかったものの、悩みを打ち明けることもあった。
内定を複数もらっていたが、全て取り消されてしまったため、現在は大学時代以来の甘味屋でのアルバイトを継続中。
経済観念が薄く、当初はゲームの為に飲食費を削って飲まず食わずの生活を送り、しばしば尚武の世話を受けたことから尚武に想いを寄せるようになる。想いをわかってもらえない状況が長く続いた後、尚武の卒業直前のバレンタインに告白。さらに9ヶ月の交際を持ってようやくキス、そして成り行きで温水家に同棲することになった。
2009年8月に尚武と結婚。その際に、父親の後妻は「陽良子の実母の姉の娘」、つまり陽良子の従姉にあたることが明らかになる。
2013年6月からは燐の妊娠により『甘味処 純』のバイトチーフとなる(本人は代理のつもりであるとのこと)。

### 占野家の人々
占野泰敬（うらの やすたか）
真言達と同期の男子学生。
初登場時（2010年）：曽新大学1年　2013年4月現在：曽新大学4年。
祖父母は遊佐家の裏に住む占野さん夫婦。
工業高校出身なのだが、理数系が苦手なため英文科に在籍している。
両親と兄弟で祖父母の家から離れたマンションに暮らしていたが、祖父の骨折を機に、祖父母の家を2世帯用にリフォームして2010年9月に引っ越した。
由寿の不注意な発言により、発言真意を誤解したサークルメンバーから由寿との交際を迫られた際に、拒否理由として朱音に偽彼女をしてもらう。だが、何度か会ううちに本当に好意を抱くようになり、2011年3月に朱音に交際を申し込む。
非常に容姿が端麗であり、また気遣いの出来る性格であるため、女性受けは非常に良いのだが、ゲーマーである面や家族に対する愛情などで相手に勝手に幻滅されることが多く、自分の容姿や女性に対してあまり良い感情を持っていない。
ただし、朱音については、経緯はさておいても自分の容姿を重視した付き合いをしてこないため、居心地のよさと恋愛感情を持ったようである。
2013年の秋ごろからはモデルとしても活動を開始している。
占野将敬（うらの　まさたか）
泰敬の弟。得意なゲームはSTG。
初登場時（2010年）：付属高校1年　2013年4月現在：一之橋大学1年。
進学高校のためゲーム好きなクラスメイトが居らず、ゲームの話題で会話できる同級生が喫茶店でアルバイト中の朱音のみ。
ただ、好きなジャンルが異なるためにコアな話が出来なかったが、朱音に第一高校の文化祭に誘われ、パソコン部で知り合った由寿と意気投合し、ゲーム友達になる。
その後、温水家に筐体を遊ばせてもらいに行くほどの仲になり、現在は両家公認で交際中。
占野舞依（うらの　まい）
初登場時（2010年）：小学4年　2013年4月現在：中学1年
泰敬・将敬の血の繋がらない妹。「～だよ」が口癖。
兄2人のことが大好きだが、泰敬・将敬ともに彼女ができてゲームで遊ぶ機会が減ったため、ヤキモチを焼いている。
葵・悟同様、「ゲーム中に体が動いてしまう」癖を持っており、大学の文化祭で2人が披露したリアル格闘しながら格闘ゲームする姿に感激。葵に格闘ゲームの指南をしてもらい、兄2人に危機感を持たせて遊んでもらえるように画策している。
祖父母の家に引越し後、家族全員でゲーム大会が頻繁に行われるが、通常は舞依以外の人間が手加減し、舞依が優勝することになっている（舞依本人は気付いていない）。

### 真言の友人
三石窓香（みついし まどか）
声 - 中村知子
ボーイズラブ（BL）好きで、よく読む書籍もBL、よくやるゲームもBL。
初登場時（2004年夏）：中学1年　2013年4月現在：一之橋大学4年
父親もゲーム好きだが、窓香により同じ趣味（BL好き）になった。ただしカップリングの好みは窓香と異なるらしい。
成績は非常に良く、5教科合計500点（要するに全教科満点）を取ったりするほど。
進学先が異なるため、高校生になってからは出番が減っている（由寿のバイト先に出入りするのがほとんど）。
真言の友人内では唯一の彼氏もちで、唯一（ごく初期を除けば）波風のない恋愛劇を繰り広げている。
名前の由来は円周率（3.14）と円から。
小山田優（おやまだ ゆう）
窓香の彼氏。BL好き。
2013年4月現在：一之橋大学4年
中学一年の頃、一度窓香にラブレターを出したものの、その内容（貧乳やら眼鏡やら、世間一般的には女性に対する褒め言葉ではないことが嗜好として書かれていた）により酷い目に遭わされている。しかし、その後窓香の趣味に話を合わせられるようと努力した結果BLにはまった。
中三になったとき窓香と同じクラスになり、そこで改めて告白して彼氏になれた。既に窓香の両親とも会っており、特に父親とBL好きな点で話が合ったことから気に入られている模様。現在も交際継続中であり、大学が二人の実家から遠い為、互いの両親公認でアパートに同棲中（条件付）。
名前の由来は女の子っぽい容姿から女形（おやま）と太夫（たゆう）から。
永妙寺映奈（えいみょうじ えな）
窓香達と同じ趣味を持つ友人で、作品内キャラでは少数派である非ゲーマーだった。
2013年4月現在：曽新大学4年
中学時代は真面目な風紀委員だったが、修学旅行の際に窓香から借りた本によりBLにはまってしまった。その後ショタにも目覚めてしまい、子供達の写真撮影など割と危ない領域にも踏み込みつつあった。そんな折10歳年下の少年・浜泰斗と出会い、彼に話を合わせるべくゲームに詳しくなろうと努力し、何とかゲーム友達レベルにまでこぎつけている。
もともと使い捨てキャラとして考えていたらしく、名前の由来も「A苗字A名」から来ている。色々と不憫なキャラである（上記の要素に加え、「真言・由寿たちより低い成績に言及される」「付属進学を大いに危ぶまれる」等々）。
高校在学中に学力が向上し、一之橋大学に合格できる成績となるが、泰斗と離れたくない一心で両親の反対を押し切って一之橋大学より劣る曽新大学を受験。そのため、両親とは口を利いてもらえない。
泰斗との関係は一方的な片思いから歳の差の友人関係を経て、両思いとなっている。

### 葵の友人
江西ゆかり（えにし ゆかり）
声 - 清水愛
葵の同級生で、大会社の重役の父と飲食店オーナーの母を持つ資産家の娘。ゲームに限らずかわいい物好き。
初登場時（2004年）：小学4年　2013年4月現在：茶の湯女子大学1年。
性格はお嬢様らしくおしとやかで人当たりもいいが、同性に対する言動がしばしば同性愛レベルまでになるため、最も被害を受ける朱音からは警戒されている。その小学生とは思えないテクニックにより、ゲームプレイ中の葵を封殺できる唯一の人物。母直伝の涙目上目使いで簡単に父親や兄を手玉に取ることができ、おねだりを断られることは皆無に近い。
親戚に同年代の子供がおらず、資産家の娘という立場も相まって、正月に受け取るお年玉の金額は小中学生とは思えないほど。
姪の結笑を溺愛しており、たびたび行き過ぎたスキンシップをメイドに目撃されている。
周囲の大人にクリエイターが多いせいか、物を作ることが非常に得意であり、お菓子作りはパティシエ級の腕前を持つ。また、葵たちの学年で随一のゲームプログラミング能力の持ち主であり、ポリゴン造形も得意である。その手先の器用さを買われ、高校3年時にはパソコン部部長を務めている(前任は大城。また副部長は葵)。
高校までは葵たちと同じ学校であったが、家の方針により大学は別々となってしまった。
卒業後もパソコン部に頻繁に顔を出し、灰音の暴走に対するツッコミ役となっている。
名前の由来は縁の訓読み「えにし」と「ゆかり」から。
また、葵とその女友達3人は全て、名前が色を表すように統一されている。
髪の色は名前から紫（この漢字は、ゆかりとも読む）。
宮間朱音（みやま あかね）
声 - 平田宏美
葵の同級生。好きなジャンルは体を動かすゲーム（アイトーイやガンコン使用のシューティングなど）。
初登場時（2004年）：小学4年　2013年4月現在：曽新大学1年。
ゆかりの危険な言動に対するツッコミ役でもあり、最大の犠牲者でもある。言動に反して葵の友人の中では最も肉体的な成長が著しく、中学2年生時点でバストはEカップ間近、高校1年生でゆきえを超えてしまう。身長も160cm以上あり、抜群のスタイルを持つ女性に成長している。しかし、父の失言のせいで関係がギクシャクしたことに始まってナンパなどトラブルに見舞われるようにもなり、あまりポジティブにはとらえられない様子。当初は胸の膨らみが目立たないような服装にしていたが、最近では逆に目立つような服装をしている。
小学生のころから葵に対して悟との関係を煽っており、中学1年の夏以降、悟に紫杏をけしかけることで葵に危機感を抱かせた。反面、自身には恋愛経験が全くなく、結果として少々無責任な行動をとるところがある。
2010年6月から、浜さんが店長を務める喫茶店でアルバイトを開始。店が付属高校に近いことから、客として来ていた占野将敬と知り合いになる。泰敬の偽彼女の依頼を承諾していたが、本当に好意を持ってしまった泰敬に交際を申し込まれてしまう。
現在は泰敬と交際中。そのスタイルのせいで男性の目が体に行きやすいのに対し、泰敬は特に気にしない点で非常に好意を持っている。
舞台の世界に興味を持っており、大学卒業後の進路を舞台・演技関係にしようと考えている。
髪の色は名前の通り赤。
水瀬紫杏（みなせ しあん）
葵の中学からの同級生。好きなジャンルはスプラッター系。
初登場時（2007年）：中学1年　2013年4月現在：曽新大学1年。
ゲームの好みに関してはグロ表現目当てにCERO Zのソフトをプレイするほどの筋金入りだが、これと引っ込み思案が災いし、中学まで友人がいなかった。母・桃子に似て常に眠そうな目をしており、また同年代と比べて非常に幼い容姿を持っている（小学4年生程度）。
中学1年生の夏、桃子と共に海水浴に行った時、深みに嵌り溺れている所を通りかかった悟によって救助される。この時を境として、同じく海水浴へと来ていた葵達と友人となる。
新学期以降は朱音の頼みにより葵を煽るべく悟に好感を持つそぶりを繰り返し、さらに2年への進級以後は恩返しも兼ねて悟は自分にはなびかない、ロリコンではなくあくまでも葵のことが好きなんだと証明しようとする。しかしその過程で悟に接近していった結果、自分でも気づかないうちに悟への感情が増大してしまい、その年の夏の海水浴で証明ができたのと同時に自分の恋愛感情と失恋を自覚。その後、桃子にだけ思いを打ち明けて一年にわたる思いを清算し、これらを胸に秘める決心をした。
2010年3月に宇藤輝明に告白されるが、まだ友達関係を維持したいということで、友達かつ彼氏第一候補として付き合うことにする。
耳年増で、高年齢層向けの少女漫画から得た知識と、水着で悟にきわどい台詞を吐けるほどの行動力を併せ持っている。
2011年の文化祭にて、輝明の胸板フェチという性癖に目覚めてしまった。
2013年の春に桃子が第一高校を離れたことに伴い、輝明の家で同棲を開始している。
髪の色はシアン。またシアン化合物に引っ掛けて、グロゲー好きの設定が出来上がった（「毒がある」という意味合い）
相羽奏那（あいば　そうな）
葵達の高校からの友人。
初登場時（2010年）：第一高校1年　2013年4月現在：音大1年。
両親が共にロシア人と日本人のハーフであり、日本生まれの日本育ち。
日本人離れした見た目のため、普通に日本語をしゃべると周りを驚かせてしまうことに引け目を感じている。その為、外人キャラを付けようとし、大城の（コスプレ時の）なりきりぶりを伝授してもらうためにパソコン部に入部。
両親が音楽関係の仕事をしており、本人も作曲経験は無いが、編曲ができる。
脇谷に美人と言われてから好意を持ち、脇谷にアピールする姿が目撃される。
脇谷との仲が進展しないまま卒業し一人暮らしを始めたが、脇谷のドッキリにより隣同士として恋人生活を始めることとなった。
髪の色は金。

### 征爾の教え子（ゲームサークルメンバー）
江西ちなみ（えにし ちなみ）
ゆかりの年の離れた兄、由緒の嫁。西浦・陽良子と同じゲームサークルの一員で、西浦・尚武の3年後輩。
初登場時（2007年春）、曽新大学1年　2013年4月現在、曽新大学4年。
由緒とは中学の時からの付き合い（第一高校OB・OGで由緒はパソコン部初代部長、ちなみは初代副部長）。高校卒業後はゲーム制作の専門学校を卒業したが就職先に恵まれぬまま、就職活動をしながら由緒と結婚。由緒の勤め先であるゲーム制作会社に入ろうとしたが、四大卒の資格が必要だったため大学に入学。そのためゲームサークルでは藤井・阿南と同期で尚武や陽良子の後輩であるが、年はちなみの方が上（2007年秋時点で25歳）である。
上記の経歴は当初明かしていなかったものの、事実を明かしてからは発言に遠慮がなくなり、人生経験の突出も相まってサークルの姉御とでも言える立場に収まりつつある。
2010年2月15日に娘の結笑を出産。出産により、会社に入ることを諦めて専業主婦になることを決意。
出産＆育児の間、大学を休学していたが、2012年4月から復学。大学勉強中には保育士の資格を持つメイド2人(真言の高校時代のクラスメイトである弥生と雨音)に任せている。
太田満瑠美（おおた まるみ）
第一高校パソコン部の元副部長で、真言の1年先輩。ゲームは絵や話だけに目をつけるスタンスでゲーマーではなく、にもかかわらずプログラミングが得意。
初登場時（2007年春）：第一高校2年　2013年4月現在：社会人(ゲーム会社勤務)。
かなりあっさりした性格で恋愛には関わらず、プログラミングとゲーム制作のスキルに磨きをかけ続けている。そのため学園祭でのゲーム制作では必然的に要となり、由緒（＝ゲーム業界関係者）からも目をかけられている。
高校卒業後も、ゲーム制作のスキルを持つ者がいなくなったパソコン部にも頻繁に出入りして新入生達のアドバイザーを務めていた。
大学卒業後は由緒の繋がりからゲーム会社ヘ就職。また、燐の兄である巌と交際している。
元チーム有象・チーム無象
元第一高校パソコン部の男子生徒たち。和によって有象無象の扱いを受け、現在に至る。
チーム分けはお姉さん萌えないし巨乳萌え（チーム有象）か妹系萌えないし貧乳萌え（チーム無象）かによって決まる。部内ではにぎやかし役を演じることが多い。
チーム有象：間山丈成（まやま たけなり）（旧姓：七篠）、長丸大春（ながまる ひろはる）、神戸一郎（こうべ かずお）
チーム無象：猪留千明（おとめ ちあき）、中分仙太（なかぶん せんた）、伊賀正成（いが まさなり）
全員和や満瑠美と同学年で、卒業後は全員大学進学を果たしている。
中分と伊賀のみ、曽新大学に進学している。
七篠は高校在学中に間山に告白し、交際を続けていたが、市役所への就職を機に間山と結婚(婿入り)した。
小竹由知（こたけ よしとも）
第一高校パソコン部の前副部長。
発言するたびにポーズをとる、通称ポージングバカ。
好みの女性のタイプが「胸が小さいことを気にしている年上の女性」「胸が大さいことを気にしている年下の女性」であり、好みの女性が現れるとすぐ告白してしまうため、2009年時のバレンタインでは真言に逆チョコで告白するも、その後西浦から告白されたことで真言から告白したことを忘れられ、玉砕。
その後、同じく好みのタイプである燐に一目惚れし、即交際を申し込む。2011年2月に入籍。
結婚後はポージングも鳴りを潜め、同じく真言たちと結婚を前提に付き合いをしている西浦と悟の良き相談相手となっている。
新チーム有象・チーム無象
元パソコン部の生徒。男子3名と女子4名。
男子：那須陽一、坂上塁、風間小太郎
女子：大城優女、地井知美、出光日出子、飯塚真菜香
地井は小太郎に好意を抱いているが、小太郎には許嫁(福岡合歓。雑誌編集者で、ゆきえの担当編集)がいたために玉砕してしまった。が、許嫁の公認により三角関係の交際をしている。
大城はプレイしたことのあるゲームキャラであればなりきりが可能で、事あるごとに男子からセクシー系のキャラになりきるよう強要されている。
日出子は当初大多数の女子部員の一人であったが、紫杏(と被害者の輝明)によって胸板フェチに目覚めてしまった。
坂上は一時期真菜香に好意を寄せていたが、玉砕後に後輩である久米屋結のアタックを受け、交際を始めた。
身体的特徴が名前に反映されている(那須→髪型が茄子、坂上→逆立てた髪型、風間小太郎→忍者のような身のこなし、大城→長身、地井→小さな体型、日出子→広い額、真菜香→真ん中分けの髪型)
鮫島逢子（さめじま あいこ）
ゲームサークルの一員で、真言たちの1年後輩。西条教授の孫。
極度の冷え性であり、オールシーズン長袖を着用しているほか、真夏であってもエアコンが壊れた部室で平然としていられる。ゲームをプレイする際にも支障があり、冬場においてはUSBのサーモ手袋がないと指が動かない。
ただし、お酒を飲んだ場合には急激に血行が良くなるらしく、本人自身その効能に驚いていた。
格ゲーが得意で、特に某格闘ゲームのネット対戦においては『PR・CO』のハンドルネームで全国的に有名である。得意キャラはローズで、逸成から「ローズ全一」と呼ばれている。その実力から、悟とも互角に渡り合える数少ない人物でもある。なお、『PR・CO』は自身の冷え性から"プリンセス・コールド"を捩って名づけたが、祖母である西条教授からは「プリンセス・テンコー」と覚えられてしまっている。
過去のゲーム雑誌から記事をスクラップする趣味を持つ。特に古いゲームの攻略記事を集めている。
西条教授を始め家族の不和（鮫島姓は西条教授の元夫〈逢子の祖父〉の苗字）を悉く目の当たりにしてきたことから、恋愛に対して希望が持てず、西条教授から乙女ゲーを勧められても拒否している。悟に対しては趣味が合う点から好意を抱いていたものの、葵と悟の関係を見て身を引いた。
名前の由来は「冷めてる」「アイス」から。
宇藤輝明（うどう てるあき）
葵たちの友人。
脇谷の抑え役としてパソコン部に入部し、紫杏に好意を寄せる。
もともと家庭の方針でゲームをやらなかったこともあり、兄から借りた恋愛ゲームで間違った知識を身につけたり、紫杏と仲良くなるために苦手なスプラッタゲームをやりこんだりしている。
スプラッタゲームは苦手だが、現実の血は平気。
高校卒業後、紫杏と同居開始。微妙な関係は続いているものの、それなりに仲は進展しているようである。
なお、脇谷の失言から後輩たちに「Move先輩」というあだ名が付けられてしまっている。
名前の由来は兄（御影）の対義になるように。

### 甘味処 純
小竹燐（こたけ りん）
旧姓：延山（のべやま）。甘味処 純の前バイトチーフ。ゲームはあまりプレイしないが、情報誌は読んでいるため知識はある。
初登場時（2006年）：24歳・彼氏いない歴6年。
胸の小ささにコンプレックスを持っているが、ウエストには自信がある。
高校一年のとき、同人ゲームの作画資料のために下着を漁られて以来、兄のことが大嫌い。
恋人がいないことに関してはまったく割り切れておらず、「仕事が恋人同盟」入りは断固拒絶し続けていたが、現在は小竹由知と結婚。
2013年6月に妊娠3ヶ月を公表し、チーフの座から退いた。
伊達水輝（だて みずき）
甘味処 純のバイト。RPG・ACTが好き。
初登場時（2006年）：27歳・彼氏いない歴27年。
いつかゲームに声の出演をしたいと声優になったが仕事があまりもらえず、イベントの司会やバイトで食いつないでいたが、江西由緒の会社が作成したゲームに出演し、売れ行きが好評であったため、声優の仕事が回ってくるようになった。
恋人がいないことに関してはかなり割り切っており、「仕事が恋人同盟」を結成。
琴野里奈（ことの　りな）
第一高校パソコン部の前部長。2012年4月現在：短大生。
西浦の実家の隣家に住んでいたことがあり、西浦のことを「よしにー」と呼ぶ。西浦の高校時代に勉強を教えてもらっていた。
好意を寄せていた西浦・小竹が他の女性と付き合うことになるなど、男運に恵まれず、伊達の「仕事が恋人同盟」に加入。
名前の由来は「隣の子」のアナグラム。
パソコン部時代からコスプレに力を入れており、短大も服飾系の学部に進学。卒業後の進路は『リレイションズ』というアパレルメーカーの予定である。
『リレイションズ』は同作者の過去作である『看板娘はさしおさえ』に登場する早潮匡臣の父親の会社である。
プロとしての初仕事は、真言と葵のウェディングドレスであった。

### 第一高校パソコン部
女川勇児（おながわ ゆうじ）
葵達より1年下の後輩。
筋肉量を調節しており、女装コスプレが得意。演劇監督の父と服飾講師の母がいる。
ただし本人はあくまで似合うから女装コスプレをするのであり、そっちのケはまるでない。
2013年よりパソコン部副部長となるが、葵たちに心配されている。
しかし、積極的に部の運営に携わっており、葵たちの心配は杞憂となりつつある。
真園詠夢（まその えむ）
葵達より1年下の後輩。
精神的マゾヒストという特殊な性癖があり、度々、自分が虐げられる姿を想像して興奮することがある。ただし、あくまで想像のみであり、現実的に虐げられることは嫌っている。
ゲームについても難しめの難易度のゲームを好んでプレイする。
2013年よりパソコン部部長となるが、女川と同じく(女川以上に)葵たちに心配されている。ゲーム制作よりもコスプレに力を入れており、女川と役割をうまく住み分けている模様。
宇藤灰音（うどう はいね）
2013年からのパソコン部顧問。
初登場時（2008年春）：曽新大学1年　2013年4月現在：第一高校社会科教師。
旧姓は小竹。由知の姉であり、輝明・燐の義姉。
元パソコン部副部長だが、所属当時は幽霊副部長だった。
ゲームに影響されやすく、特に恋愛ゲームをやったあとは男性陣に対して誰彼かまわずアプローチを掛けるようなるため、同時期に同じく惚れっぽくなっていた御影と付き合うようになった。当時の部内男性陣の反応は、良くも悪くも標準体型であったことから有象にも無象にも"対象外"と認識されている。
2013年から教師として第一高校に勤務することとなり、桃子の後任のパソコン部顧問となる。
教育実習では、自身の出身校である曽新三中となり、『JC探偵でぃてくてぃ部!』18話で身辺調査の対象となっている（本人は非登場）。
真言の恋愛の相談相手でもあり、色々と行き過ぎた知識を真言に植え付けたりもしている。
名前の由来（旧姓時）は「松竹梅」の漢字変え。

### その他
乳井大好（ちちい ひろよし）
西浦・陽良子と同じゲームサークルの元一員で、元々は西浦・尚武の1年先輩だった。名前の通り、巨乳好き。巨乳キャラのためならゲームのジャンルは選ばない。
2010年4月現在：社会人（都議会議員の秘書）。
声優イベント参加＆イベントチケット入手の為に講義をサボるため、単位が足りずに4年になれなかった（それも2回も、結局陽良子と同学年になった）ダメ男。
陽良子の気を引こうとするがことごとく失敗し、ちなみやこずえを狙うも（相手側の事情や思いのせいで）あっさり失敗、ちなみ達の後押しによって自分にアプローチをかけた阿南と交際を開始する。
なんとか単位も足り、2009年3月に大学を卒業、政治家（占野泰敬の父）の秘書をしている。
乳井茉莉（ちちい　まつり）
旧姓：阿南（あなん）。西浦・陽良子と同じゲームサークルの一員で、西浦・尚武の2年後輩。おとなしそうに見え、その実かなりの腕っ節の強さの持ち主。
初登場時（2007年春）：曽新大学1年　2010年4月現在：主婦。
貧乳（Aカップ）ゆえ大好の好みの正反対であるが、陽良子、ちなみ、こずえと立て続けに攻略失敗した大好にとっては最後の砦。蓼喰う虫もなんとやらで、大好を好いている唯一の女の子である。好みのタイプは悪者顔の美形であり、ダメ男には母性本能を擽られるらしい（つまり、彼女にとっての理想像が大好ということ）。
割と早い段階から好意をあらわにしていたものの、主に大好のせいで口げんかに発展することが多かった。その後付き合うことになったものの、今度は大好の暴言に反応して格闘技を駆使し、彼をぶっ飛ばすことが多発するようになった。
2009年5月に大好と婚約。2011年3月作品中で大好から入籍すると発言している。
2011年3月に大学を卒業
鎌田大樹（かまた たいき）
西浦・陽良子と同じゲームサークルの一員で、元々は西浦・尚武の1年先輩だった。
2010年4月現在：社会人（出版社社員）。
大好と同じく、声優イベント参加に力を注ぎすぎ留年した（ただしこちらは1度だけ）声優ファン（明確に言及した好きな声優として、伊達水輝がいる）。アルバイトにも現を抜かしていた。
当初は眼鏡・ロングヘア・ジーンズにネルシャツを入れたスタイルというオタクファッション全開のキャラクターだったが、就職活動を期に髪型を変えコンタクトレンズにしたため現時点で最もイメージが変化したキャラクター。
2008年春に出版社に就職、ゲーム雑誌編集部に所属する。卒業直前のバレンタインに告白を受け、現在こずえと交際中。
間山和（まやま のどか）
甘味処 純の元バイト。第一高校では真言や由寿の一年先輩。満瑠美と同学年で第一高校パソコン部の元部長。ゲームはとにかく流行り物好き。
初登場時（2006年）：高校1年　2010年4月現在：社会人（会社員）
父がフリーターになった影響で経済的問題と向き合うことになったため、かなりのリアリスト。高校在学中はバイトに精を出し、大学進学を早期にあきらめ就職活動に邁進することになる。また恋愛観にしても「安定職についた人と結婚して、自分は寿退社して家庭を守りたい」というはっきりした考えを持っている。
割とヘビーな家庭環境ではあるが、バイト先でもパソコン部でも明るいキャラクターを保ち続ける精神的強さの持ち主で、就職面接で高卒の自らを売り込めるだけのトークの使い手でもある。2009年4月から、悟の父が勤める会社に就職。
七篠とは、上記の理想の相手に達していないため交際してはいなかったが、昼休みと終業時間にメールのやり取りをするなど順調に関係を発展させていった。
七篠が大学を卒業し、公務員になったことで結婚。
藤井こずえ（ふじい こずえ）
西浦・陽良子と同じゲームサークルの一員で、西浦・尚武の3年後輩。巨乳で八重歯の俺女。バストはFカップ。
初登場時（2007年春）：曽新大学1年　2012年4月現在：社会人（声優）。
PSPを安く譲ってもらったのがきっかけで鎌田に好意を持つようになり、鎌田の卒業直前に告白。その後は順調に進展し、現在は「週末通い妻状態」らしい。
発言にしろ行動にしろ自分の気持ちに素直で「思い込んだら一直線」とでも呼べる性格で、鎌田の想いを自分に向けたいという一心で大学通いの傍ら声優養成所に入校。2011年3月に大学を卒業し、現在では人気声優として活躍中。
なお、芸名は結婚することを見越して「鎌田こずえ」にしている。
西東（さいとう）
遊佐家の近くにあるゲームショップの店長。
2010年4月現在：社会人（ゲームショップ店長）。
本編開始前の十数年前に脱サラし、ゲームショップを始める。
まだ中学生とその家庭教師だったゆきえや征爾が良くゲームを買いに来たらしく、その時の事を真言たちに語った時がある。
万引きには手を焼いているが、防犯カメラに写った画像を来店した子供に首実検させ、社会的制裁（「あいつドロボーだから遊ぶのやめようぜ」）を与える等、対策は講じている模様。
次回作にあたる『CLUB ゲーム倶楽部』では彼が経営しているゲームショップがメインの舞台になったため、彼も引き続き準レギュラーとして続投している。
宇藤御影（うどう　みかげ）
西浦・陽良子と同じゲームサークルの一員で、西浦・尚武の3年後輩。
初登場時（2008年春）：曽新大学1年　2013年4月現在：社会人（中学校教師）。
第一高校パソコン部の元部長(和の前代)であるが、副部長の灰音と同じく幽霊部員だった。
もと柔道部であり、家庭の方針からゲームと無縁の生活を送っていたが、怪我により柔道の道を断念。その際にゲームを買い与えられたことがきっかけでハマる。極端にゲームに影響されやすいことから、同じくゲームに影響されやすい灰音とくっ付くこととなった。
名前の由来は「宇藤＝ウドの大木」「頑丈そう＝御影石＝御影」という連想から。
西浦香津子（にしうら　かつこ）
良明の2番めの姉であり、良明より4歳年上。真言の義姉。
開けっぴろげな性格であり、良明が現実の女性に興味を持てなくなった原因。
婿入りした夫とともに造り酒屋『西浦酒店』の製造部門を担当。酒屋の娘らしくかなりの酒豪で、良明の家に度々大量の酒とともに押しかけては飲み明かしている。また、登場中は常に酒を持っており、話ごとに酒の種類が変わる。
真言に対しては義妹が出来る喜びもあり、いいお姉さんとして接している。一方良明には、そのヘタレっぷりを注意し、大事にするよう忠告している。
ゲームはスマホのゲームを嗜む程度であるが、夫がアイドル育成シミュレーションにハマり、お金をつぎ込んでいるためいい顔をしていない。
名前の由来は良明と同じく某掲示板のデフォルトネームから。
水瀬桃子（みなせ とうこ）
元パソコン部顧問。紫杏の母。
体育教師でありながら、体を動かすのが嫌いという変り種。運動神経はよい。
ゲームは好きだが、夫が単身赴任してからは家事と仕事に時間を追われ、あまりプレイできないらしい。少々投げやりなところはあるが、紫杏とはかなり良好な親子関係を築いている（紫杏の引っ込み思案なところやグロゲー好きなところまでしっかり受け止めている）。
旧姓は伊勢。ゆきえの大学時代の先輩（3期上）で、彼女の過去をよく知り現在も親しく話をする間柄。
葵たちの卒業と同時に第一高校を離れた。
脇谷茂夫（わきや しげお）
第一高校パソコン部に所属している葵たちの友人。2013年4月現在：社会人（楽器製作会社勤務）。
自他共に認める巨乳好きであり、パソコン部に入ったのも部長（大城。ただし当時は部長になる前）が巨乳だったため。
非常に器用であり、コスプレ用の着ぐるみを自作できるほど。その他、料理も上手い。
周囲の女子に対するセクハラ言動が目立ち、時おり妄想を爆発させては有象無象にも引かれている。
奏那に対しては好み（のプロポーション）でなかったせいかアプローチをかわし続けていた。好意には気づいていたようであり、「自分の気持ちが変わるまで」交際をしようとしなかった。一方、細かいところで奏那に気を遣うなどしていたようである。
卒業後の進路については誰にも言わずに就職を選び、また就職先も輝明と紫杏以外に明かさなかったために奏那を心配させるが、一人暮らしを始めた奏那の部屋の隣に住み始め、実質の同棲を開始する。
就職先の楽器製作会社は紫杏の父に相談した結果であり、音楽の道に進む奏那をサポートしたいがためであった。
名前の由来は「脇谷＝わきやく」「茂夫＝モブ」から。

## 単行本
1. 第1巻 2006年11月15日発行、ISBN 978-4-8402-3657-7
2. 第2巻 2007年7月20日発行、ISBN 978-4-8402-3953-0
3. 第3巻 2008年3月20日発行、ISBN 978-4-8402-4213-4
4. 第4巻 2008年9月26日発行、ISBN 978-4-04-867309-9
5. 第5巻 2008年12月26日発行、ISBN 978-4-04-867502-4
6. 第6巻 2010年6月26日発行、ISBN 978-4-04-868257-2
7. 第7巻 2011年2月26日発行、ISBN 978-4-04-870206-5
8. 第8巻 2011年8月27日発行、ISBN 978-4-04-870844-9
9. 第9巻 2012年6月27日発行、ISBN 978-4-04-886585-2
10. 第10巻 2013年4月27日発行、ISBN 978-4-04-891538-0
11. 第11巻 2013年8月27日発行、ISBN 978-4-04-891949-4
12. 第12巻 2014年2月27日発行、ISBN 978-4-04-866403-5
13. 第13巻 2014年9月27日発行、ISBN 978-4-04-866873-6
14. 第14巻 2015年3月27日発行、ISBN 978-4-04-869272-4

## CD
1. ドラマCD 家族ゲーム Frontier Works FCCC-0180